# Oizys
Oizys (in greco antico: Οϊζύς?, Oizýs) nella mitologia greca era la dea della miseria e della sventura.
Era una figlia della Notte e gemella del dio Momo. 
Il suo nome latino era invece Miseria.
È anche la dea dei veleni, ed è rappresentata seduta su una roccia, magrissima con le vesti lacere. Le guance sporche di sangue, come se se le fosse graffiata lei stessa. Tiene appoggiato a terra lo scudo di Ercole, dove è rappresentata lei in quella stessa posizione. La leggenda dice che Ercole pose Oizys sul suo scudo, così l'ultima immagine che i suoi nemici avessero avuto prima di morire sarebbe stata proprio la dea della Miseria.